# Lago di Arareko

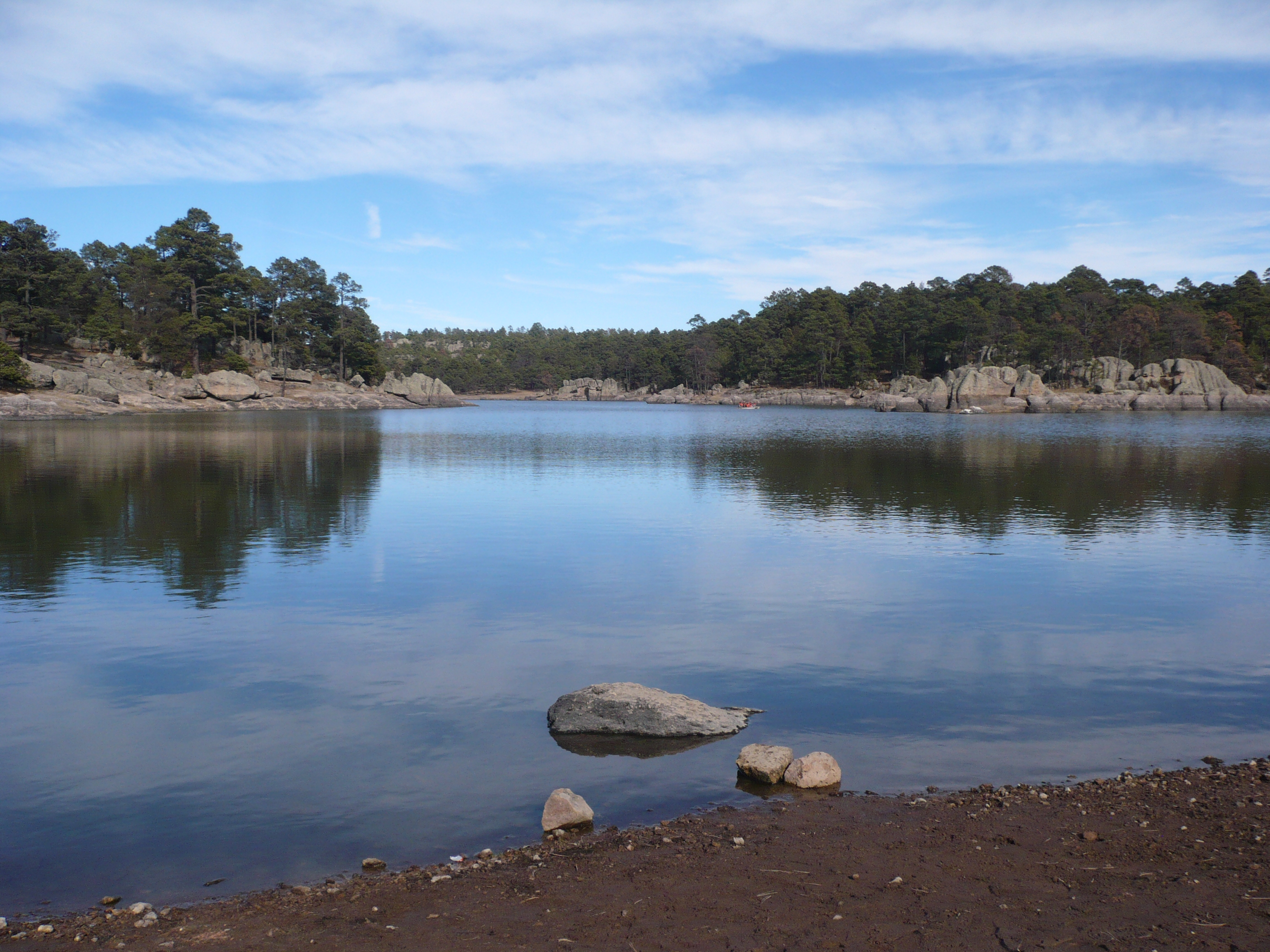
Lago Arareco immagine estiva

Il Lago di Arareko è un lago Messicano che si trova nella Sierra Madre Occidentale, ad un'altitudine di 2330mt., nello stato di Chihuahua a 7,5km. a sud di Creel, nella comunità Tarahumara di San Ignacio de Arareko, nel comune di Bocoyna in Messico.
Il Lago è stato creato negli anni '70 dallo sbarramento delle acque di due fiumi, è lungo 3km, e ha una forma ad U, più allungata sul braccio destro, ed ha una superficie di 40 ettari, con una profondità massima di 5 metri. È una meta turistica molto conosciuta per via della bellezza dei suoi paesaggi, essendo circondato da boschi di conifere e altri alberi, (querce, corbezzoli), e da spettacolari formazioni rocciose. Il lago è anche meta di turismo d'avventura, con cabañas, rifugi e strutture turistiche, gestite dalla comunità indigena Tarahumara. Il nome del lago, in lingua Raramuri, significa infatti serratura.

## Idrografia
L'acqua del lago proviene da una serie di deflussi sotto forma di ruscelli, che scendono dalle colline e costituiscono lo spartiacque del microbacino, l'idrogeochimica dell'acqua può essere interpretata secondo cui l'evoluzione della composizione dell'acqua è minima, poiché il tempo di permanenza geologica nel sottosuolo è ridotto, e quindi è considerata di natura meteorica. In ogni caso, una parte significativa dell'acqua del lago proviene da sorgenti, come evidenziato da analisi chimiche dell'acqua.

## Attività
Il lago è una meta turistica molto gettonata, (la maggior parte dei turisti proviene da Creel per escursioni in giornata), sono infatti possibili escursioni in barca sul lago, a cavallo, pesca sportiva e l'avvistamento di animali, quali ad esempio: uccelli azzurri, picchi, e un grande uccello chiamato "Cuyaco". Il sito è anche ricco di aironi, scoiattoli, anatre e pesci.

## Problematiche
L'aumento del turismo, ha anche provocato un aumento dell'inquinamento del lago, dovuto allo sversamento di rifiuti solidi urbani, non adeguatamente smaltiti, negli ultimi anni, sono stati ripescati, a più riprese, copertoni di automobili, bottiglie di plastica e altro materiale.
A causa della prolungata siccità registrata in Messico, negli anni 2022 e 2023, il lago si è prosciugato fino a oltre la metà della sua capacità, ha recuperato parte della sua portata durante il periodo delle piogge dell'estate 2024.